# Задарів
Зада́рів — село в Україні, у Монастириській  міській громаді Чортківського району Тернопільської області. Розташоване в долині на річці Золота Липа. До 2020 року адміністративний центр Задарівської сільської ради, якій також було підпорядковано село Сеньків.
До Задарова приєднано хутір Підмонастир (Монастирок).
Населення — 1154 особи (2003).

## Історія
Перша згадка про село — до 1392 року (цей рік тривалий час вважався датою смерті власника чи посідача Задарова — польського шляхтича Міхала Абданка з Бучача.).
Перша писемна згадка про село — 1437 р.
Поблизу Задарова виявлено археологічні пам'ятки пізнього палеоліту, трипільської, комарівсько-тшинецької, голіградської та черняхівської культур, римські монети перших століть нашої ери.
У XVI ст. було засновано монастир отців Василіян. До наших днів не зберігся.
У селі свого часу діяли товариства «Просвіта», «Січ», «Луг», «Рідна школа», Народний дім, кооперативи, аматорський театральний гурток, хор.
На хуторі Підмонастир — читальня імені Маркіяна Шашкевича.
Впродовж 1942–1945 рр. у Задарові було знищено 13 осіб; це зокрема:
- Микола Батіг (1906–1944), Ганна (1904–1944) та Степан (1926–1943) Жилаві, Іван (1913–1943) і Петро (1890–1944) Кришталі, Василь Кашуба (1927–1945), Микола Магухняк (1928–1944), Ганна (1915–1942) і Михайло (1906–1945) Пулики, Іван Рожаловський (1929–1945), Михайло Сенюк (1902–1944), Степан Штикований (1922–1944), Степан Шмирко (1915–1945).

В УПА вступило 35 осіб, загинуло 19. У Марківському лісі під час бою сотні “Тура” у вересні 1944 р. загинуло 4 уродженці с. Задарів

### Солдати села Задарів, які загинули під час WWII
| ПІБ                      | Народження | Загинув    | Місце загибелі            | Поховання                                                   |
| ------------------------ | ---------- | ---------- | ------------------------- | ----------------------------------------------------------- |
| Лучко Михайло Степанович | 1921       | 04.02.1945 | Сілезія,Фрауштадт, Кутнау | г. Гожув Велькопольски, ул. Франциска Вальчака, могила №485 |
|                          |            |            |                           |                                                             |
|                          |            |            |                           |                                                             |

Під час повені 1957 р. частина села була затоплена.
Протягом 1962–1966 село належало до Бучацького району. 
12 червня 2020 року, відповідно до розпорядження Кабінету Міністрів України № 724-р «Про визначення адміністративних центрів та затвердження територій територіальних громад Тернопільської області» увійшло до складу Монастириської міської громади.
19 липня 2020 року, в результаті адміністративно-територіальної реформи та ліквідації Монастириського району, село увійшло до складу Чортківського району.

## Політика

### Парламентські вибори, 2019
На позачергових парламентських виборах 2019 року у селі функціонувала окрема виборча дільниця № 610698, розташована у приміщенні сільської ради.
Результати
- зареєстровано 688 виборців, явка 59,01%, найбільше голосів віддано за «Слугу народу» — 24,07%, за Всеукраїнське об'єднання «Батьківщина» — 21,59%, за Радикальну партію Олега Ляшка — 14,89%.[9] В одномандатному окрузі найбільше голосів отримав Микола Люшняк (самовисування) — 34,61%, за Романа Василіцького (Об'єднання «Самопоміч») — 24,43%, за Ігоря Сопеля (Слуга народу) — 15,01%[10].

## Пам'ятки
- кам'яна церква Покрови Пресвятої Богородиці (1886, архітектор Густав Бізанц)
- церква-каплиця XVI ст.
- капличка — спочатку дерев'яна, після перебудови 1997 р. — мурована.

## Пам'ятники
- пам'ятний хрест на честь скасування панщини (відновлений 1990)
- насипано символічну могилу Борцям за волю України (1992).
- пам'ятник односельцям, полеглим у Другій світовій війні (1967)

## Соціальна сфера
Діють загальноосвітня школа І-ІІІ ступенів, клуб, бібліотека, фельдшерсько-акушерський пункт, відділення зв'язку, 5 закладів торгівлі, цегельний завод.

## Населення

### Мова
Розподіл населення за рідною мовою за даними перепису 2001 року:
| Мова       | Кількість | Відсоток |
| ---------- | --------- | -------- |
| українська | 1151      | 99.74%   |
| російська  | 3         | 0.26%    |
| Усього     | 1154      | 100%     |

## Відомі люди

### Народилися
- Михайло Плиска — громадський діяч, посол до Української Національної Ради ЗУНР-ЗОУНР (1918—1919), співзасновник читалень «Просвіти» та кооперативи «Сила».

## Галерея

Знак при в'їзді в село
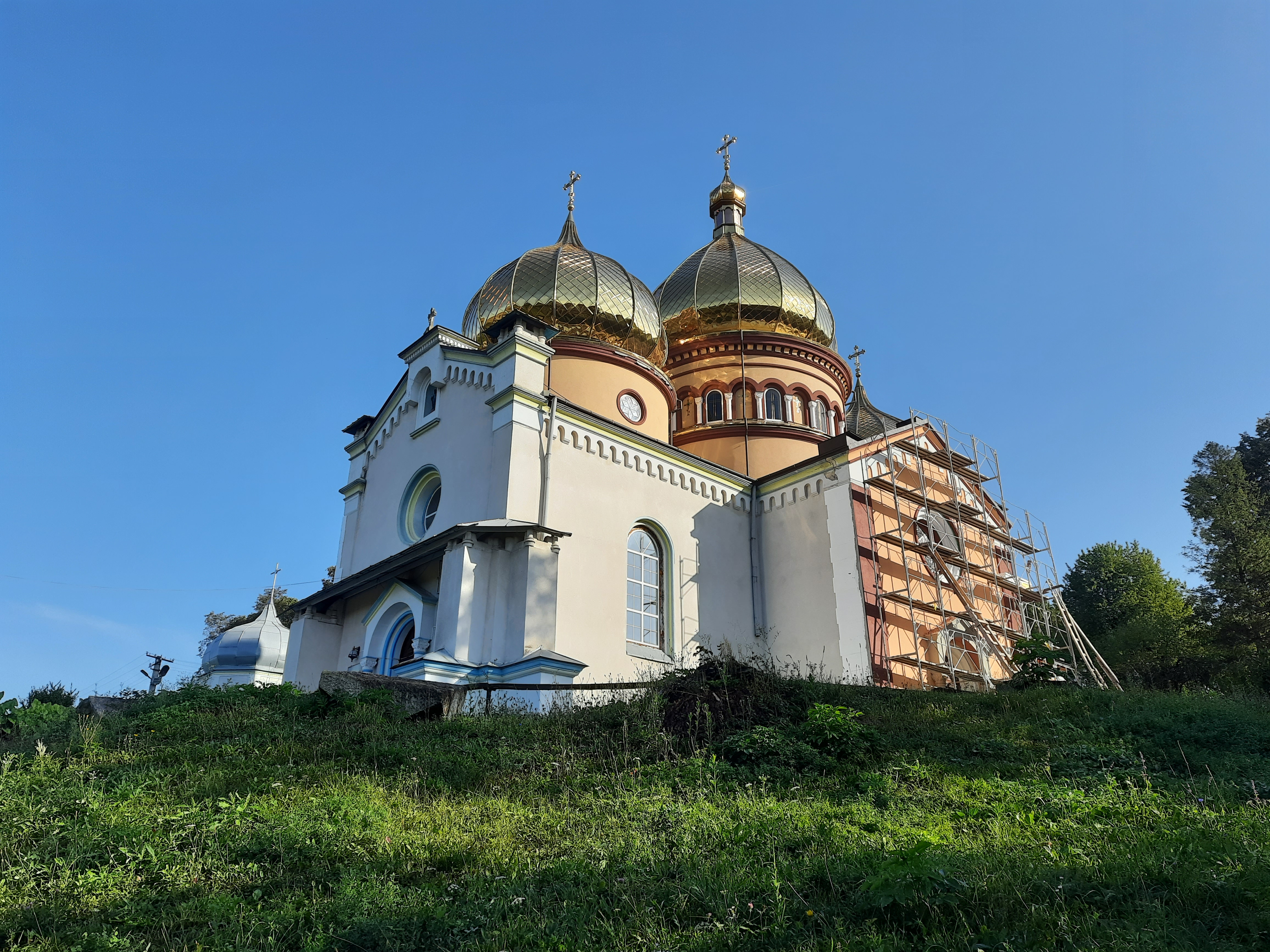
Церква Покрови Пресвятої Богородиці (1886)
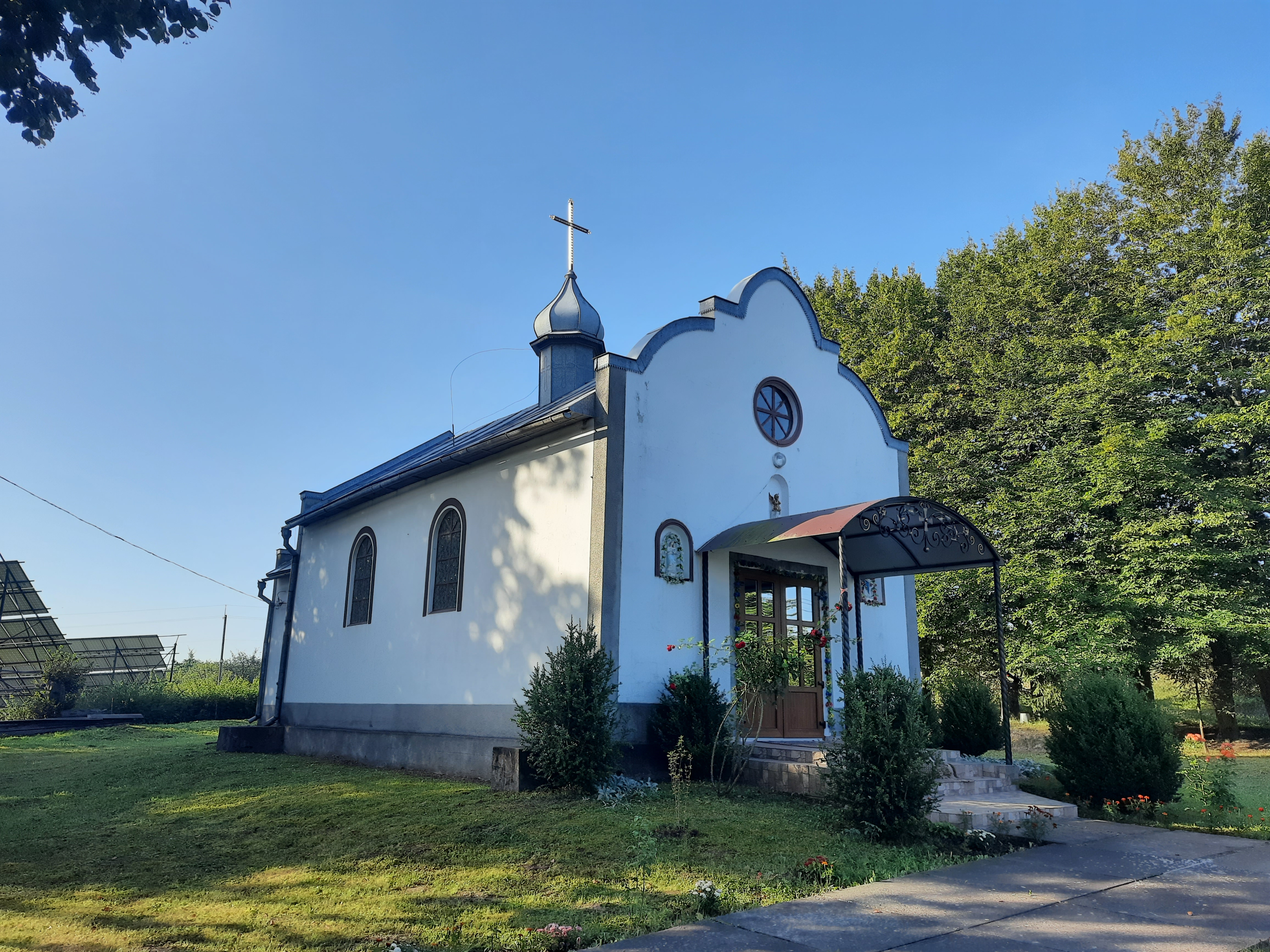
Каплиця
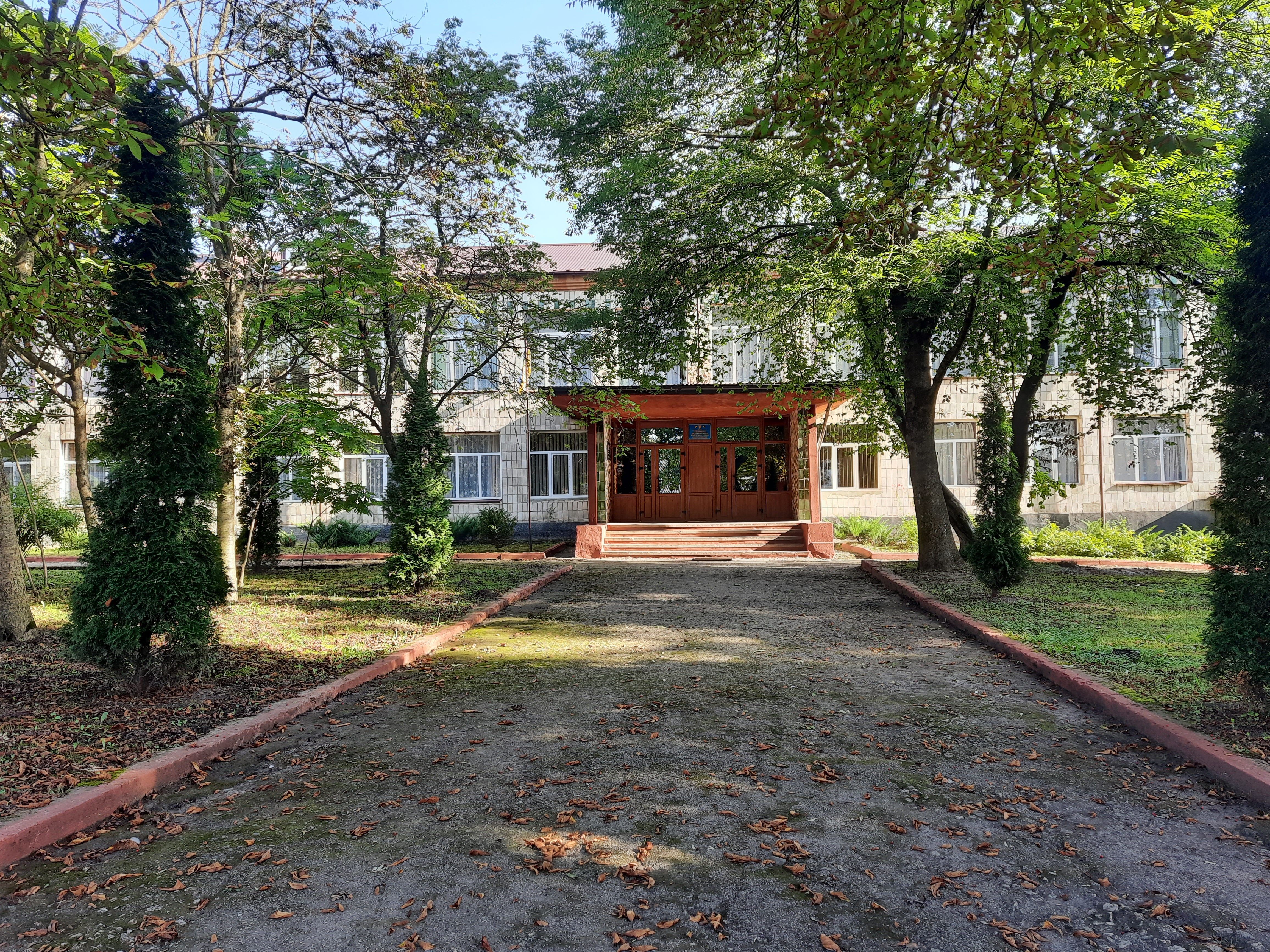
Школа
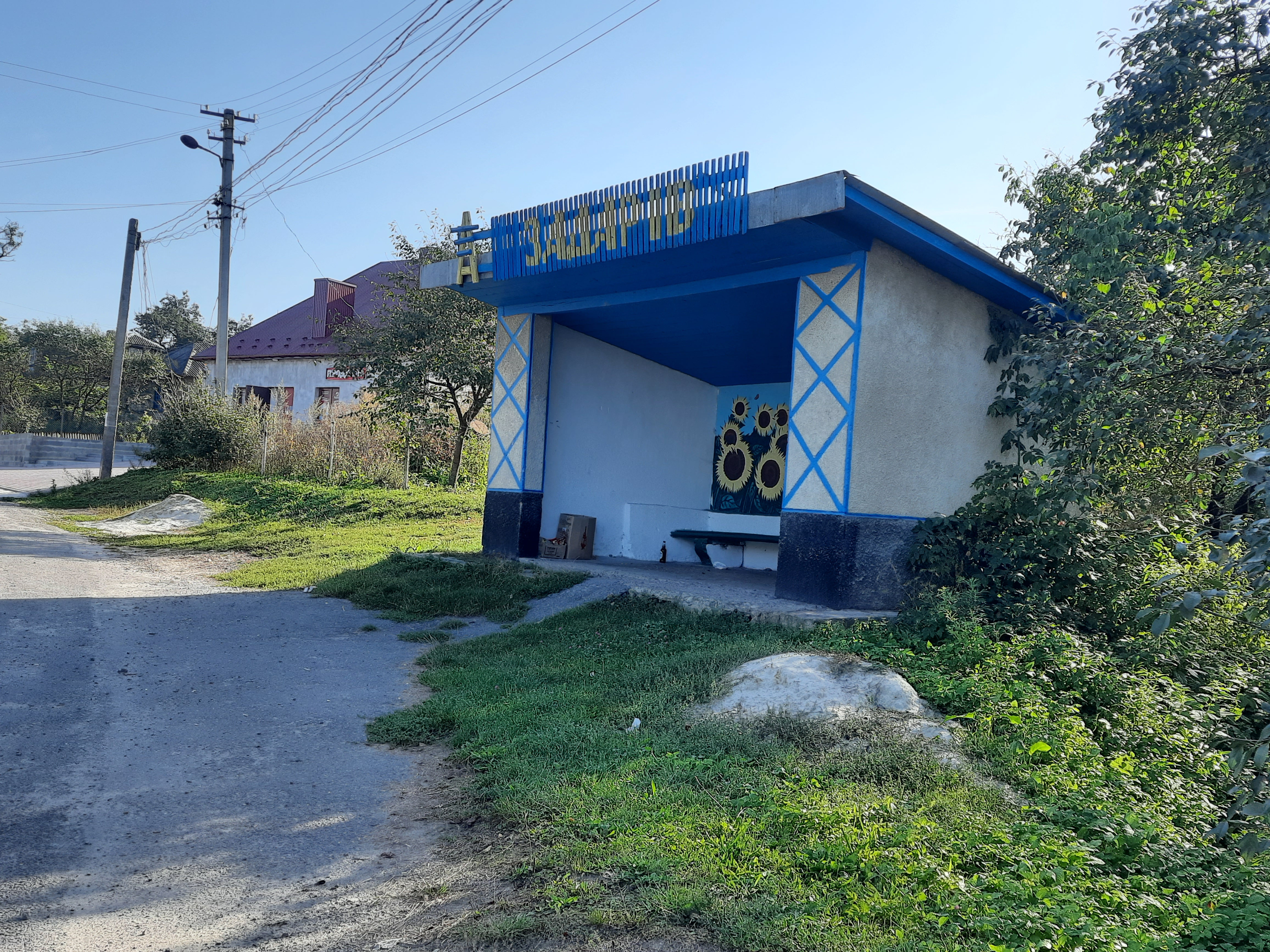
Автобусна зупинка